# Thierno Bah
Thierno Bah (Labé, 5 ottobre 1982) è un ex calciatore guineano con cittadinanza svizzera, di ruolo centrocampista.

## Palmarès

### Club

#### Competizioni nazionali
- Coppa Svizzera: 1

Servette: 2000-2001